# Делфин де Виган
Делфин де Виган (фр. Delphine de Vigan, Булоњ Бијанкур, 1966) је савремена француска књижевница, сценаристкиња и редитељка.

## Биографија
Делфин де Виган је француска књижевница, сценаристкиња и редитељка, рођена 1966. године у Париском региону Булоњ Бијанкур.
Детињство Делфин де Виган је било обележено болешћу и хоспитализацијом њене мајке због анорексије када је имала 19 година. Године 2001. је написала на основу тог искуства аутобиографски роман Дани без глади (Jours sans faim) који је написала под псеудонимом Лу Делвиг. Књигу прича Les Jolis Garçons објавила је 2005. године, исте године и роман Једно децембарско вече (Un soir de décembre). Обе књиге су добро прихваћене код читалаца.
Књига Но и ја (No et Moi) објављена је 2008. године и она је њена прва запаженија књига. За књигу Но и ја је добила Награду библиотека, а потом је 2010, и екранизована.
Следе потом романи Подземни сати (Les heures souterraines) који је објављен 2009. године, и Ништа не стоји на путу ноћи (Rien ne s’oppose à la nuit), објављен 2011. године. Роман Подземни сати се бави мобингом, а у роману Ништа не стоји на путу ноћи ауторка описује биполарни поремећај од ког је њена мајка боловала. Оба романа су били у избору за Гонкурову награду, и за оба је добила бројне друге награде.За роман Ништа не стоји на путу ноћи добила је награде Фнак и Ренодо гимназијалаца.
Роман Према истинитој причи (Dʼaprès une histoire vraie) који је објављен 2015. године, вишетруко је награђиван. Значајније награде су награде Ренодо и Гонкур гимназијачлаца обе 2015. године додељење. Роман Полански га је 2017. и екранизовао.
Њен последњи роман Деца су закон (Les enfants sont rois) објављен је 2021. године и бави се последицама претераног излагања деце на друштвеним мрежама.
Делфин де Виган у својим романима говори о личним и породичним проблемима и психичким поремећајима, али и о проблемима који муче модерно друштво, попут бескућништва, насиља на интернету и искоришћавања деце у комерцијалне сврхе.

## Награде и признања
Значајније књижевне награде:
- 2008 - Награда библиотека за роман Но и ја
- 2011 - Награде Фнак и Ренодо гимназијалаца за роман Ништа не стоји на путу ноћи
- 2015 – Награде Ренодо и Гонкур гимназијачлаца за роман Према истинитој причи

## Дела
- Дани без глади (Jours sans faim), 2001.
- Једно децембарско вече (Un soir de décembre), 2005.
- Les Jolis Garçons, 2005.
- Но и ја (No et Moi), 2008.
- Подземни сати (Les heures souterraines), 2009.
- Ништа не стоји на путу ноћи (Rien ne s’oppose à la nuit), 2011.
- Према истинитој причи (Dʼaprès une histoire vraie), 2015.
- Деца су закон (Les enfants sont rois), 2021.